# Індіана Найделл
Індіана Найделл (нар. 28 вересня 1967, Пенсільванія, Сполучені Штати Америки) — американський та шведський історик, актор озвучування, шоураннер, відеоблогер.

## Життєпис
Індіана Найделл народився у Пенсільванії, однак в ранньому віці переїхав до Хюстона, штат Техас. Шкільна освіта Індіана отримував в школі святого Іоанна. Закінчивши школу в 1985 році, він вивчав історію в Весіланському університеті. Здобувши вищу освіту, Індіана деякий час жив і працював у Нью-Йорку, а в 1993 году переїхав до шведського Стокгольма і там почав займатися озвучуванням. До 2014 року він був відомий головним чином як актор озвучивания відеоігор та мультфільіов. Найбільш відомими роботами озвучування Індіани є комп'ютерна гра Star Wars: Battlefront II та анімаційна стрічка Метропія.
На YouTube Індіана прийшов у 2013 році, відкривши канал «Sunday Baseball» («Недільний Бейсбол»). На цьому каналі він висвітлював історію цього виду спорту і розповідав про найвідоміших бейсболистів. Цей канал не набрав великої популярності і був закритий через кілька місяців. У 2014 році Найделл спільно з Mediakraft запустив на хостингу шоу «The Great War» («Велика Війна») і протягом чотирьох років розповідав про події та особистості Першої світової війни, яка відбувалася сотню років тому. Шоу отримало велику популярність, а канал зібрав близько мільйона підписників. Рубрика про персоналії Великої війни перекладається російською мовою, Інді Найделла озвучує Дмитро Вишиваний.
Незважаючи на намір Mediakraft продовжити шоу в 2019 році, Найделл вирішив покинути його і сконцентруватися на інших проектах: авторському «World War Two» («Друга Світова Війна») і «Sabaton History» («Історія з Sabaton»), спільному з відомою шведською метал-групою. Як і «Велика Війна», шоу «Історія з Sabaton» здобуло любительську російськомовну озвучку.